# Lorenzo de Portugal
Lorenzo de Portugal fue un fraile Franciscano
y un enviado mandado por el Papa Inocencio IV
a los mongoles en 1245.
Una carta sobrevive en el Registro de Inocencio IV, fechando la
salida de Lorenzo de Lyon al 5 de marzo de 1245. La carta,
publicada en Monumenta Germaniae Historica y usualmente
referida como Dei patris immensa, sugiere que su misión
era de un carácter primariamente religioso.[1] Lorenzo
debería acercarse a los mongoles desde el
Levante.[2]
Nada se sabe sobre su paradero, y existe la posibilidad
que nunca partió.[3]
Una segunda misión Franciscana, conducida por Giovanni da Pian del Carpine, partió de Lyon el 16 de abril de 1245 y llegó a la capital mongol de Karakorum más de un año más tarde.